# Coppa del Mondo di salto con gli sci 2017
La Coppa del Mondo di salto con gli sci 2017, trentottesima edizione della manifestazione organizzata dalla Federazione Internazionale Sci, è stata la sesta a prevedere un circuito di gare femminili. Nel corso della stagione si sono tenuti a Lahti i Campionati mondiali di sci nordico 2017, non validi ai fini della Coppa del Mondo, il cui calendario ha dunque contemplato un'interruzione tra febbraio e marzo.
La stagione maschile è iniziata il 25 novembre 2016 a Kuusamo, in Finlandia, e si è conclusa il 26 marzo 2017 a Planica, in Slovenia. Sono state disputate 26 gare individuali delle 27 in programma e 6 a squadre, in 17 differenti località: 1 su trampolino normale, 25 su trampolino lungo, 7 su trampolino per il volo. L'austriaco Stefan Kraft ha vinto sia la coppa di cristallo, il trofeo assegnato al vincitore della classifica generale, sia la Coppa di volo; il polacco Kamil Stoch ha vinto il Torneo dei quattro trampolini. Lo sloveno Peter Prevc era il detentore uscente sia della Coppa generale, sia del Torneo.
La stagione femminile è iniziata il 2 dicembre 2016 a Lillehammer, in Norvegia, e si è conclusa il 12 marzo 2017 a Oslo Holmenkollen, ancora in Norvegia. Sono state disputate tutte le 19 gare in programma, tutte individuali, in 10 differenti località: 16 su trampolino normale, 3 su trampolino lungo. La giapponese Sara Takanashi, detentrice uscente, ha vinto la Coppa generale; non sono state assegnate coppe di specialità.

## Uomini

### Risultati
| Data                          | Località               | Nazione       | Trampolino                 | Spec. | Primo                                                                              | Secondo                                                                       | Terzo                                                                        |
| ----------------------------- | ---------------------- | ------------- | -------------------------- | ----- | ---------------------------------------------------------------------------------- | ----------------------------------------------------------------------------- | ---------------------------------------------------------------------------- |
| 25 novembre 2016              | Kuusamo                | Finlandia     | Rukatunturi HS142          | LH    | Domen Prevc                                                                        | Severin Freund                                                                | Peter Prevc                                                                  |
| 26 novembre 2016              | Kuusamo                | Finlandia     | Rukatunturi HS142          | LH    | Severin Freund                                                                     | Daniel-André Tande                                                            | Manuel Fettner                                                               |
| 3 dicembre 2016               | Klingenthal            | Germania      | Vogtland Arena HS140       | TL    | Polonia Piotr Żyła Kamil Stoch Dawid Kubacki Maciej Kot                            | Germania Markus Eisenbichler Andreas Wellinger Richard Freitag Severin Freund | Austria Michael Hayböck Stefan Kraft Andreas Kofler Manuel Fettner           |
| 4 dicembre 2016               | Klingenthal            | Germania      | Vogtland Arena HS140       | LH    | Domen Prevc                                                                        | Daniel-André Tande                                                            | Stefan Kraft                                                                 |
| 10 dicembre 2016              | Lillehammer            | Norvegia      | Lysgårdsbakken HS138       | LH    | Domen Prevc                                                                        | Daniel-André Tande                                                            | Stefan Kraft                                                                 |
| 11 dicembre 2016              | Lillehammer            | Norvegia      | Lysgårdsbakken HS138       | LH    | Kamil Stoch                                                                        | Maciej Kot                                                                    | Markus Eisenbichler                                                          |
| 17 dicembre 2016              | Engelberg              | Svizzera      | Gross-Titlis-Schanze HS137 | LH    | Michael Hayböck                                                                    | Domen Prevc                                                                   | Andreas Kofler                                                               |
| 18 dicembre 2016              | Engelberg              | Svizzera      | Gross-Titlis-Schanze HS137 | LH    | Domen Prevc                                                                        | Kamil Stoch                                                                   | Stefan Kraft                                                                 |
| Torneo dei quattro trampolini |                        |               |                            |       |                                                                                    |                                                                               |                                                                              |
| 30 dicembre 2016              | Oberstdorf             | Germania      | Schattenberg HS137         | LH    | Stefan Kraft                                                                       | Kamil Stoch                                                                   | Michael Hayböck                                                              |
| 1º gennaio 2017               | Garmisch-Partenkirchen | Germania      | Große Olympiaschanze HS140 | LH    | Daniel-André Tande                                                                 | Kamil Stoch                                                                   | Stefan Kraft                                                                 |
| 4 gennaio 2017                | Innsbruck              | Austria       | Bergisel HS130             | LH    | Daniel-André Tande                                                                 | Robert Johansson                                                              | Evgenij Klimov                                                               |
| 6 gennaio 2017                | Bischofshofen          | Austria       | Paul Ausserleitner HS140   | LH    | Kamil Stoch                                                                        | Michael Hayböck                                                               | Piotr Żyła                                                                   |
| 14 gennaio 2017               | Wisła                  | Polonia       | Malinka HS134              | LH    | Kamil Stoch                                                                        | Stefan Kraft                                                                  | Andreas Wellinger                                                            |
| 15 gennaio 2017               | Wisła                  | Polonia       | Malinka HS134              | LH    | Kamil Stoch                                                                        | Daniel-André Tande                                                            | Domen Prevc                                                                  |
| 21 gennaio 2017               | Zakopane               | Polonia       | Wielka Krokiew HS134       | TL    | Germania Markus Eisenbichler Stephan Leyhe Andreas Wellinger Richard Freitag       | Polonia Piotr Żyła Maciej Kot Dawid Kubacki Kamil Stoch                       | Slovenia Jurij Tepeš Peter Prevc Jernej Damjan Domen Prevc                   |
| 22 gennaio 2017               | Zakopane               | Polonia       | Wielka Krokiew HS134       | LH    | Kamil Stoch                                                                        | Andreas Wellinger                                                             | Richard Freitag                                                              |
| 28 gennaio 2017               | Willingen              | Germania      | Mühlenkopf HS145           | TL    | Polonia Piotr Żyła Dawid Kubacki Maciej Kot Kamil Stoch                            | Austria Michael Hayböck Manuel Fettner Gregor Schlierenzauer Stefan Kraft     | Germania Markus Eisenbichler Stephan Leyhe Andreas Wellinger Richard Freitag |
| 29 gennaio 2017               | Willingen              | Germania      | Mühlenkopf HS145           | LH    | Andreas Wellinger                                                                  | Stefan Kraft                                                                  | Manuel Fettner                                                               |
| 4 febbraio 2017               | Oberstdorf             | Germania      | Heini Klopfer HS225        | FH    | Stefan Kraft                                                                       | Andreas Wellinger                                                             | Kamil Stoch                                                                  |
| 5 febbraio 2017               | Oberstdorf             | Germania      | Heini Klopfer HS225        | FH    | Stefan Kraft                                                                       | Andreas Wellinger                                                             | Jurij Tepeš                                                                  |
| 11 febbraio 2017              | Sapporo                | Giappone      | Ōkurayama HS134            | LH    | Maciej Kot Peter Prevc                                                             |                                                                               | Stefan Kraft                                                                 |
| 12 febbraio 2017              | Sapporo                | Giappone      | Ōkurayama HS134            | LH    | Kamil Stoch                                                                        | Andreas Wellinger                                                             | Stefan Kraft                                                                 |
| 15 febbraio 2017              | Alpensia               | Corea del Sud | Alpensia HS140             | LH    | Stefan Kraft                                                                       | Andreas Wellinger                                                             | Kamil Stoch                                                                  |
| 16 febbraio 2017              | Alpensia               | Corea del Sud | Alpensia HS109             | NH    | Maciej Kot                                                                         | Stefan Kraft                                                                  | Andreas Wellinger                                                            |
| 11 marzo 2017                 | Oslo Holmenkollen      | Norvegia      | Holmenkollen HS134         | TL    | Austria Michael Hayböck Manuel Fettner Markus Schiffner Stefan Kraft               | Germania Markus Eisenbichler Stephan Leyhe Richard Freitag Andreas Wellinger  | Polonia Piotr Żyła Kamil Stoch Dawid Kubacki Maciej Kot                      |
| 12 marzo 2017                 | Oslo Holmenkollen      | Norvegia      | Holmenkollen HS134         | LH    | Stefan Kraft                                                                       | Andreas Wellinger                                                             | Markus Eisenbichler                                                          |
| 14 marzo 2017                 | Lillehammer            | Norvegia      | Lysgårdsbakken HS138       | LH    | annullata                                                                          | annullata                                                                     | annullata                                                                    |
| 16 marzo 2017                 | Trondheim              | Norvegia      | Granåsen HS138             | LH    | Stefan Kraft                                                                       | Andreas Stjernen                                                              | Andreas Wellinger                                                            |
| 18 marzo 2017                 | Vikersund              | Norvegia      | Vikersundbakken HS225      | TL FH | Norvegia Daniel-André Tande Robert Johansson Johann André Forfang Andreas Stjernen | Polonia Piotr Żyła Dawid Kubacki Maciej Kot Kamil Stoch                       | Austria Michael Hayböck Manuel Fettner Gregor Schlierenzauer Stefan Kraft    |
| 19 marzo 2017                 | Vikersund              | Norvegia      | Vikersundbakken HS225      | FH    | Kamil Stoch                                                                        | Noriaki Kasai                                                                 | Michael Hayböck                                                              |
| 24 marzo 2017                 | Planica                | Slovenia      | Letalnica HS225            | FH    | Stefan Kraft                                                                       | Andreas Wellinger                                                             | Markus Eisenbichler                                                          |
| 25 marzo 2017                 | Planica                | Slovenia      | Letalnica HS225            | TL FH | Norvegia Robert Johansson Johann André Forfang Anders Fannemel Andreas Stjernen    | Germania Markus Eisenbichler Richard Freitag Karl Geiger Andreas Wellinger    | Polonia Piotr Żyła Dawid Kubacki Maciej Kot Kamil Stoch                      |
| 26 marzo 2017                 | Planica                | Slovenia      | Letalnica HS225            | FH    | Stefan Kraft                                                                       | Andreas Wellinger                                                             | Noriaki Kasai                                                                |

Legenda:

LH = trampolino lungo

FH = volo con gli sci

TL = gara a squadre

### Classifiche

#### Generale

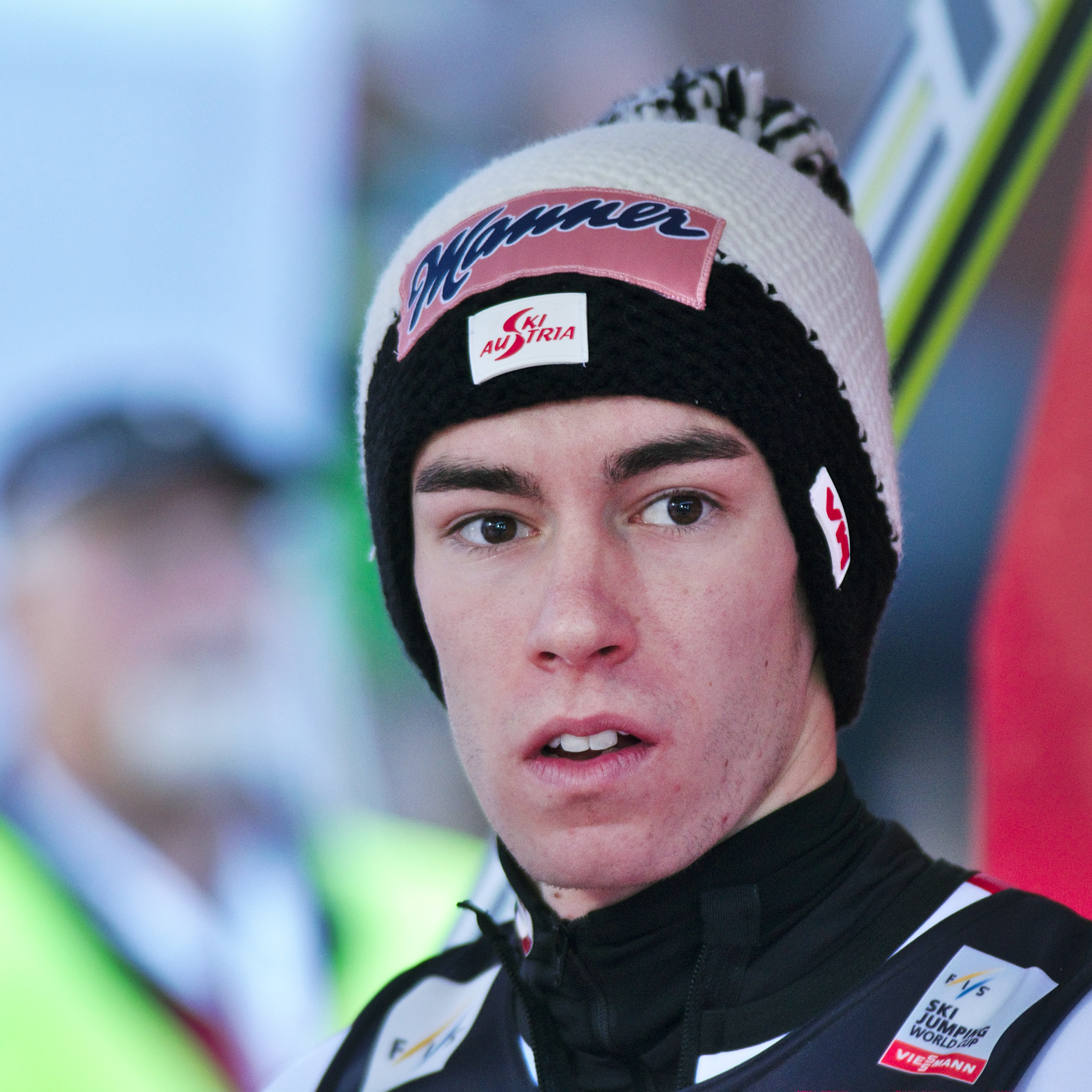
Stefan Kraft nel 2014

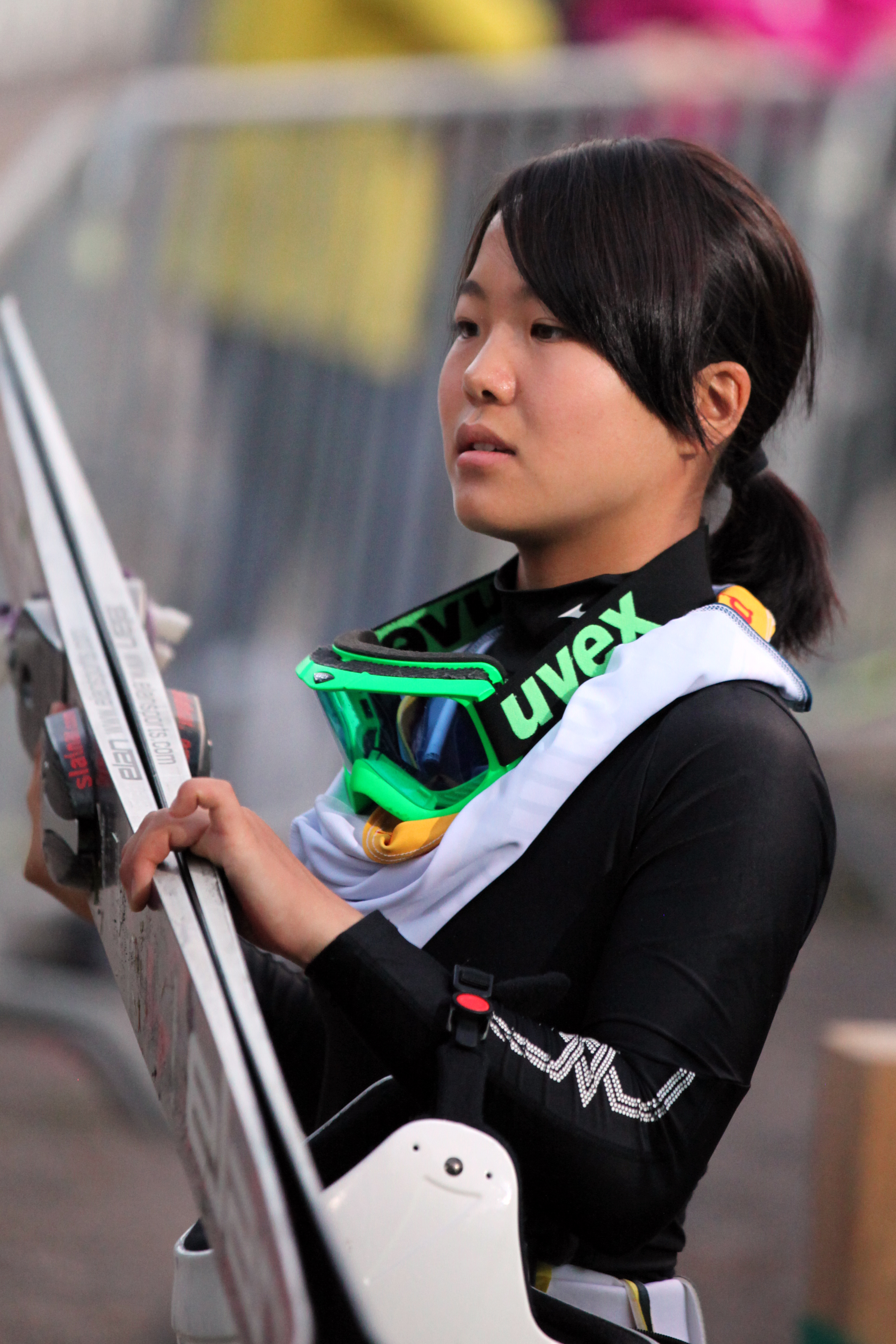
Sara Takanashi nel 2012

| Pos. | Nome                | Nazione  | Punti |
| ---- | ------------------- | -------- | ----- |
| 1    | Stefan Kraft        | Austria  | 1665  |
| 2    | Kamil Stoch         | Polonia  | 1524  |
| 3    | Daniel-André Tande  | Norvegia | 1201  |
| 4    | Andreas Wellinger   | Germania | 1161  |
| 5    | Maciej Kot          | Polonia  | 985   |
| 6    | Domen Prevc         | Slovenia | 963   |
| 7    | Michael Hayböck     | Austria  | 814   |
| 8    | Markus Eisenbichler | Germania | 807   |
| 9    | Peter Prevc         | Slovenia | 716   |
| 10   | Manuel Fettner      | Austria  | 703   |

#### Torneo dei quattro trampolini
| Pos. | Nome               | Nazione  | Punti |
| ---- | ------------------ | -------- | ----- |
| 1    | Kamil Stoch        | Polonia  | 998   |
| 2    | Piotr Żyła         | Polonia  | 963   |
| 3    | Daniel-André Tande | Norvegia | 942   |
| 4    | Maciej Kot         | Polonia  | 934   |
| 5    | Manuel Fettner     | Austria  | 927   |

#### Volo
| Pos. | Nome              | Nazione  | Punti |
| ---- | ----------------- | -------- | ----- |
| 1    | Stefan Kraft      | Austria  | 445   |
| 2    | Andreas Wellinger | Germania | 333   |
| 3    | Kamil Stoch       | Polonia  | 279   |
| 4    | Noriaki Kasai     | Giappone | 230   |
| 5    | Peter Prevc       | Slovenia | 196   |

#### Nazioni
| Pos. | Nazione   | Punti |
| ---- | --------- | ----- |
| 1    | Polonia   | 5833  |
| 2    | Austria   | 5586  |
| 3    | Germania  | 5513  |
| 4    | Norvegia  | 4415  |
| 5    | Slovenia  | 3713  |
| 6    | Giappone  | 1555  |
| 7    | Rep. Ceca | 1029  |
| 8    | Russia    | 741   |
| 9    | Francia   | 386   |
| 10   | Svizzera  | 306   |

## Donne

### Risultati
| Data             | Località          | Nazione       | Trampolino             | Spec. | Prima             | Seconda           | Terza                      |
| ---------------- | ----------------- | ------------- | ---------------------- | ----- | ----------------- | ----------------- | -------------------------- |
| 2 dicembre 2016  | Lillehammer       | Norvegia      | Lysgårdsbakken HS100   | NH    | Sara Takanashi    | Yūki Itō          | Anna Rupprecht             |
| 3 dicembre 2016  | Lillehammer       | Norvegia      | Lysgårdsbakken HS100   | NH    | Sara Takanashi    | Yūki Itō          | Jacqueline Seifriedsberger |
| 10 dicembre 2016 | Nižnij Tagil      | Russia        | Aist HS100             | NH    | Maren Lundby      | Daniela Iraschko  | Sara Takanashi             |
| 11 dicembre 2016 | Nižnij Tagil      | Russia        | Aist HS100             | NH    | Sara Takanashi    | Daniela Iraschko  | Jacqueline Seifriedsberger |
| 7 gennaio 2017   | Oberstdorf        | Germania      | Schattenberg HS137     | LH    | Sara Takanashi    | Irina Avvakumova  | Yūki Itō                   |
| 8 gennaio 2017   | Oberstdorf        | Germania      | Schattenberg HS137     | LH    | Sara Takanashi    | Ema Klinec        | Irina Avvakumova           |
| 14 gennaio 2017  | Sapporo           | Giappone      | Miyanomori HS100       | NH    | Yūki Itō          | Sara Takanashi    | Maren Lundby               |
| 15 gennaio 2017  | Sapporo           | Giappone      | Miyanomori HS100       | NH    | Maren Lundby      | Yūki Itō          | Katharina Althaus          |
| 20 gennaio 2017  | Zaō               | Giappone      | Yamagata HS100         | NH    | Yūki Itō          | Manuela Malsiner  | Irina Avvakumova           |
| 21 gennaio 2017  | Zaō               | Giappone      | Yamagata HS100         | NH    | Yūki Itō          | Sara Takanashi    | Maren Lundby               |
| 28 gennaio 2017  | Râșnov            | Romania       | Valea Cărbunării HS100 | NH    | Maren Lundby      | Sara Takanashi    | Yūki Itō                   |
| 29 gennaio 2017  | Râșnov            | Romania       | Valea Cărbunării HS100 | NH    | Sara Takanashi    | Maren Lundby      | Daniela Iraschko           |
| 4 febbraio 2017  | Hinzenbach        | Austria       | Aigner HS94            | NH    | Sara Takanashi    | Katharina Althaus | Carina Vogt                |
| 5 febbraio 2017  | Hinzenbach        | Austria       | Aigner HS94            | NH    | Sara Takanashi    | Carina Vogt       | Maren Lundby               |
| 11 febbraio 2017 | Ljubno            | Slovenia      | Logarska dolina HS95   | NH    | Maren Lundby      | Daniela Iraschko  | Katharina Althaus          |
| 12 febbraio 2017 | Ljubno            | Slovenia      | Logarska dolina HS95   | NH    | Katharina Althaus | Carina Vogt       | Svenja Würth               |
| 15 febbraio 2017 | Alpensia          | Corea del Sud | Alpensia HS109         | NH    | Yūki Itō          | Sara Takanashi    | Ema Klinec                 |
| 16 febbraio 2017 | Alpensia          | Corea del Sud | Alpensia HS109         | NH    | Sara Takanashi    | Yūki Itō          | Maren Lundby               |
| 12 marzo 2017    | Oslo Holmenkollen | Norvegia      | Holmenkollen HS134     | LH    | Yūki Itō          | Sara Takanashi    | Maren Lundby               |

Legenda:

NH = trampolino normale

LH = trampolino lungo

### Classifiche

#### Generale
| Pos. | Nome                       | Nazione  | Punti |
| ---- | -------------------------- | -------- | ----- |
| 1    | Sara Takanashi             | Giappone | 1455  |
| 2    | Yūki Itō                   | Giappone | 1208  |
| 3    | Maren Lundby               | Norvegia | 1109  |
| 4    | Katharina Althaus          | Germania | 776   |
| 5    | Carina Vogt                | Germania | 723   |
| 6    | Daniela Iraschko           | Austria  | 717   |
| 7    | Ema Klinec                 | Slovenia | 630   |
| 8    | Jacqueline Seifriedsberger | Austria  | 544   |
| 9    | Irina Avvakumova           | Russia   | 531   |
| 10   | Svenja Würth               | Germania | 497   |

#### Nazioni
| Pos. | Nazione     | Punti |
| ---- | ----------- | ----- |
| 1    | Giappone    | 3357  |
| 2    | Germania    | 2685  |
| 3    | Slovenia    | 1674  |
| 4    | Austria     | 1651  |
| 5    | Norvegia    | 1140  |
| 6    | Russia      | 921   |
| 7    | Stati Uniti | 757   |
| 8    | Italia      | 576   |
| 9    | Francia     | 454   |
| 10   | Finlandia   | 229   |